# Cieklińsko
Cieklińsko – wieś sołecka w Polsce położona w województwie świętokrzyskim, w powiecie koneckim, w gminie Ruda Maleniecka.
W latach 1975–1998 miejscowość administracyjnie należała do województwa kieleckiego.
Wierni Kościoła rzymskokatolickiego należą do parafii Zwiastowania NMP w Rudzie Malenieckiej.

## Części wsi
| SIMC    | Nazwa    | Rodzaj                          |
| ------- | -------- | ------------------------------- |
| 0266293 | Czworaki | część wsi                       |
| 1018108 | Rudawnia | część wsi (zniesiona w 2023 r.) |

## Historia
Cieklińsko w wieku XIX opisano jako  wieś z folwarkiem tej nazwy w powiecie koneckim, gminie Ruda Maleniecka, parafii Lipa. 
We wsi istniał  wielki piec, budowę którego rozpoczął  Jacek Jezierski w XVIII w., ukończony w 1804 r.
Według słownika w 1845 roku powstała tu pudlingarnia. 
Lustracja z roku 1827 –  wykazała w Cieklińsku 21 domów 172 mieszkańców, w roku 1880 wieś liczyła 22 domy i 311 mieszkańców, 406 mórg ziemi dworskiej i 90 mórg włościańskiej
Spis powszechny z roku 1921 w Cieklińsku wykazał 46 domów i 235 mieszkańców.